# Mulanje
Mulanje est une ville du sud du Malawi, homonyme des montagnes voisines. Elle se trouve à la frontière du Mozambique, non loin du Massif Mulanje. Sa population s'élevait à 20 870 habitants en 2008.